# Pittura rupestre

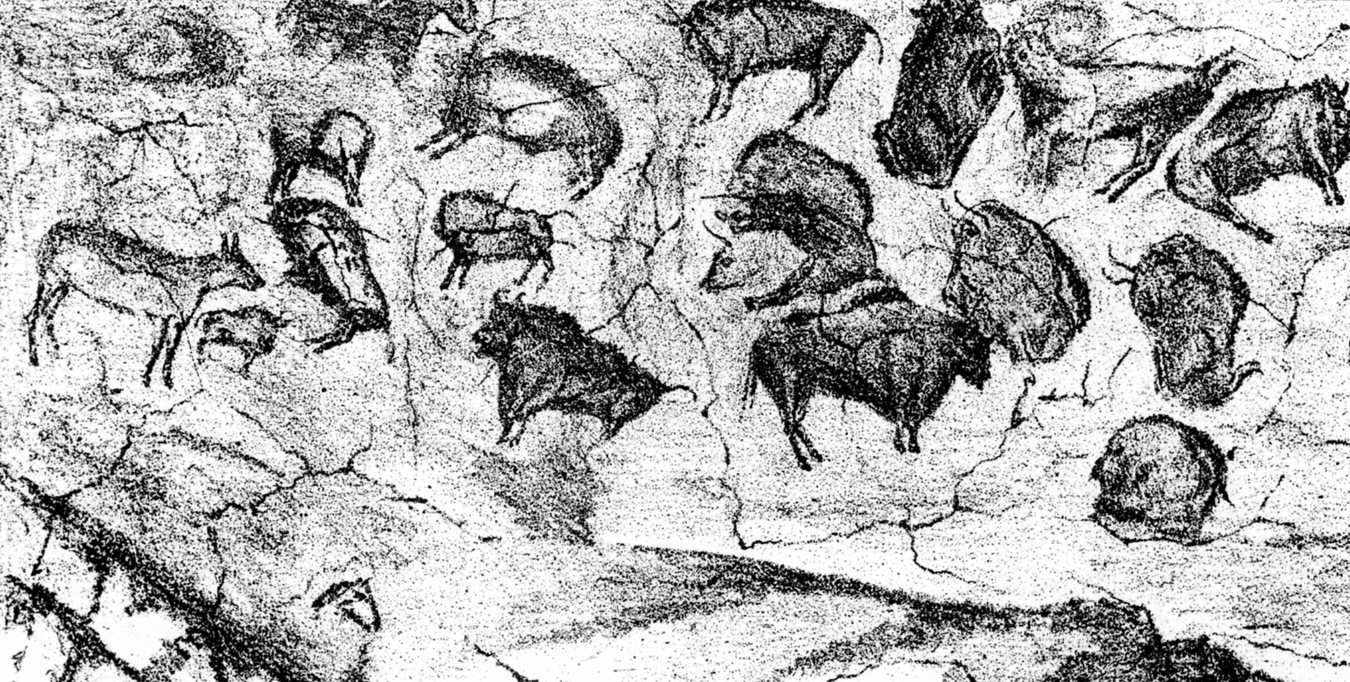
Grotta di Altamira, Spagna

 Le pitture rupestri  sono pitture riportate sulle pareti di grotte risalenti alla preistoria a partire dal Paleolitico. Nelle stesse grotte sono stati anche rinvenuti graffiti rupestri. La funzione principale di questa espressione artistica era quella di propiziare una buona caccia

## Datazione
La datazione di queste pitture rimane spesso incerta e non di rado dà luogo a polemiche, in quanto i metodi utilizzati, come quello al radio carbonio, possono essere facilmente "ingannati" da campioni contaminati da materiale più antico o più recente, e ciò avviene con molta facilità all'interno delle caverne. Nel dicembre 2019 è stato annunciato il rinvenimento di pitture rupestri risalenti a 35 000 - 44 000 anni fa, nell'isola di Sulawesi in Indonesia. Poco meno di un anno dopo, nel gennaio 2021, con uno studio pubblicato su Science Advances è stato comunicato che la datazione (effettuata con il metodo uranio-torio) di un dipinto rupestre ritraente con ogni probabilità un Sus celebensis e scoperto nel 2017 nella grotta di Leang Tedongnge, anch'essa nel Sulawesi, ha fatto risalire la creazione dell'opera ad almeno 45 500 anni fa, rendendo quest'ultima il più antico esempio a noi noto di arte figurativa (ossia rappresentate oggetti del mondo reale piuttosto che semplici modelli e disegni astratti) creato dall'uomo.

## Soggetti artistici
Quando, alla metà del XIX secolo, furono rinvenuti per la prima volta questi graffiti, vennero considerati primitivi, ma una recente rivalutazione e nuove scoperte ci hanno permesso di comprendere l'importanza dei lavori dell'Età della Pietra, che non solo sono di alto livello artistico, ma costituiscono anche importanti indizi per una migliore conoscenza della cultura e delle credenze di quell'epoca.
I soggetti più comuni nelle pitture rupestri paleolitiche sono i grandi animali selvaggi, come buoi, bisonti eccetera. Sono spesso presenti anche impronte umane. L'antropologo Leroi-Gourhan ha riconosciuto delle regolarità nelle rappresentazioni di bovini ed equini e nelle associazioni di questi rispettivamente al sesso femminile e al sesso maschile. Inoltre per pitturare venivano utilizzate pitture naturali, come ad esempio per la maggior parte dei disegni venivano utilizzati mirtilli schiacciati che creavano un colore simile al blu scuro e sangue di animali morti, in modo da farli asciugare far capire che da lì vi era passato qualcuno o che quella grotta occupata come casa.

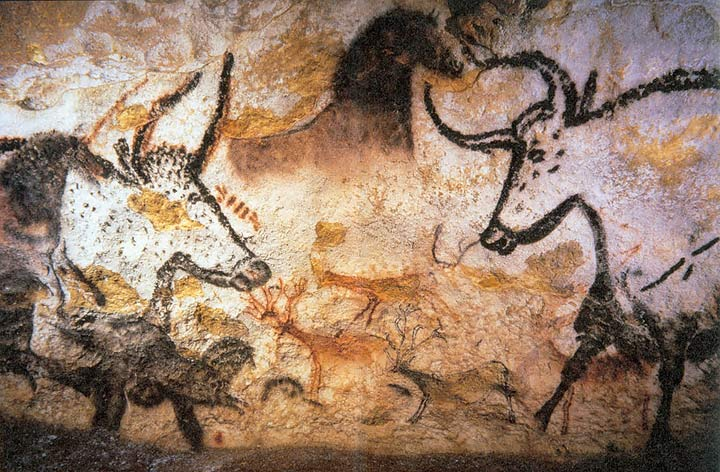
Grotte di Lascaux, Dordogna, Francia

## Collocazione geografica
I più noti siti con pitture rupestri paleolitiche si trovano a:
- Lascaux (Francia)
- Grotta del Genovese, sull'isola di Levanzo (Sicilia)
- Grotte dell'Arco, Bellegra (Lazio)
- Grotta de La Marche, nell'area di Lussac-les-Châteaux (Francia)
- Font de Gaume (Francia)
- Grotta Chauvet, presso Pont d'Arc (Francia)
- Grotta di Altamira (Spagna)
- Grotta Cosquer (Francia)

Tra i siti con pitture rupestri post-paleolitiche in Italia, si possono citare
- Grotta dei Cervi a Porto Badisco
- Balma dei Cervi di Crodo[9]